# Гамбийско-турецкие отношения
Гамбийско-турецкие отношения — двусторонние дипломатические отношения между Гамбией и Турцией.

## История
Турция и Гамбия установили дипломатические отношения с момента обретения Гамбией независимости от Соединённого Королевства в 1965 году. Первоначально развивались исключительно в военной сфере, а также на международных форумах, таких как Организация Объединённых Наций (ООН) и Организация исламского сотрудничества (ОИС).
Гамбию и Турцию связывали в целом дружеские отношения. Несмотря на широко распространённый скептицизм по поводу своего выживания и на постоянное давление Сенегала с целью объединения и многочисленных этнических групп, которые угрожали безопасности других стран, Гамбия сохранила свой суверенитет. Преднамеренная политика Дауды Кайрабы Джавары по преобразованию Народной прогрессивной партии из организации, в которой доминирует народ мандинка, в общенациональную партию, которая бы поспособствовала межэтническому сотрудничеству и повысила заслуженную репутацию Гамбии как маяка демократии. При Дауде Кайрабе Джаваре Турция очень поддерживала Гамбию и способствовала её экономическому положению с помощью развития и финансовой помощи наряду с Программой экономического восстановления, разработанной Всемирным банком и Международным валютным фондом в 1985 году.
Отношения были подорваны 22 июля 1994 года, когда группа недовольных младших армейских офицеров захватила власть в результате бескровного переворота в Гамбии, который позволил безопасно выехать из страны президенту Дауде Джаваре. Несмотря на заслуженную репутацию Гамбии президента Дауды Джавары как одного из немногих демократических режимов в Африке, западные союзники с опозданием пришли на помощь его правительству Джавары. Вместе с западными союзниками Турция вместе с западными союзниками незамедлительно прекратила помощь военной хунте во главе с Яйей Джамме и ввела дополнительные санкции.
Отношения улучшились в 1996—1997 годах с официальным возвращением Гамбии к выборам. Турция отменила экономические санкции, ввергнувшие экономику Гамбии в хаос.
Двусторонние отношения между Турцией и Гамбией стали более всеобъемлющими и многогранными после открытия посольств в Банжуле и Анкаре в 2011 году.
На основе дружественных и братских отношений, существующих между Турцией и Гамбией, было подписано множество двусторонних соглашений, протоколов и меморандумов о взаимопонимании.

## Визиты
11—15 февраля 2018 года по приглашению президента Турции Реджепа Тайипа Эрдогана президент Гамбии Адама Бэрроу посетил Турцию с официальным визитом. 18—19 апреля 2019 года министр иностранных дел Гамбии Мамаду Тангара нанёс Турции визит.
27 января 2020 года президент Эрдоган нанёс официальный визит в Гамбию. Это был первый в истории визит президента Турции в Гамбию.
С другой стороны, коммерческие и экономические вопросы между двумя странами рассматриваются в рамках механизма Совместной экономической комиссии (JEC). 23—25 мая 2014 года в Банжуле состоялась первая встреча JEC «Турция-Гамбия».

## Экономические отношения
В 2018 году объём торговли между двумя странами был незначительным. Однако из-за низкого общего объёма торговли Гамбии, а также отсутствия интереса со стороны турецких бизнесменов и инвесторов, экономические отношения между Турцией и Гамбией не могли быть подняты до значительного уровня. Плохая инфраструктура, транспортные проблемы и низкий уровень доходов населения являются одними из факторов, которые играют негативную роль в увеличении объёма торговли с Гамбией.
С 26 ноября 2018 года из Стамбула в Банжул два раза в неделю ходят прямые рейсы Turkish Airlines.
В 2017 году Турецким фондом «Маариф» была открыта начальная школа в Банжуле, а в октябре того же года была открыта международная школа «Маариф».
В августе 2018 года Турецкое агентство по сотрудничеству и координации (TİKA) открыло офис по координации программ (PKO) в Банжуле.
С 1992 года правительство Турции предоставляет стипендии гамбийским студентам в рамках программы стипендии «Türkiye Scholarships».